# Ceratomyxa informis
Ceratomyxa informis is een microscopische parasiet uit de familie Ceratomyxidae. Ceratomyxa informis werd in 1910 beschreven door Auerbach. 